# Xantonă
Xantona (9H-xanten-9-onă sau dibenzo-gama-pironă) este un compus organic cu formula chimică C13H8O2. Compusul a fost introdus din 1939 pentru a fi utilizat ca insecticid și mai este utilizat în prezent ca larvicid. De asemenea, este utilizat în prepararea xanthidrolului, utilizat pentru determinarea nivelului de uree serică. Poate fi utilizat ca fotocatalizator.

## Obținere
Xantona se obține prin încălzirea salicilatului de fenil (salol)::p 181
De asemenea, derivații de xantonă se pot obține în urma reacției de condensare a acizilor o-halogenobenzoici cu fenoxizi alcalini (reacție Ullmann), printr-un intermediar eteric care se ciclizează cu catalizatori acizi.:pp 676-677

## Proprietăți
Este un solid cu cristale incolore, greu solubile. O mare parte din derivații substituiți de xantonă întâlniți în natură prezintă o colorație galbenă.
Este redusă de amalgamul de sodiu în alcool sau de zinc și hidroxid de sodiu până la xanthidrol. Reducerea cu sodiu și alcool produce xantenă, similar hidrogenării catalitice pe nichel sau cupru la temperaturi de aproximativ 200 grade centigrade.
Dă reacții de substituție electrofilă (nitrare, halogenare) la nucleele benzenice laterale, similar antrachinonei:pp 677.